# Prix UEFA du Meilleur joueur d'Europe 2012
Le Prix UEFA du Meilleur joueur d'Europe 2012 revient au meilleur joueur des compétitions européennes durant la saison 2011-2012.
Le 30 août 2012, Andrés Iniesta remporte le Prix UEFA du Meilleur joueur d'Europe devant Lionel Messi et Cristiano Ronaldo.

## Palmarès

### Classement officiel
| #  | Nom               | Club            | Points |
| -- | ----------------- | --------------- | ------ |
| 1  | Andrés Iniesta    | FC Barcelone    | 19     |
| 2  | Lionel Messi      | FC Barcelone    | 17     |
| 2  | Cristiano Ronaldo | Real Madrid     | 17     |
| 4  | Andrea Pirlo      | Juventus FC     |        |
| 5  | Xavi Hernández    | FC Barcelone    |        |
| 6  | Didier Drogba     | Chelsea FC      |        |
| 7  | Petr Čech         | Chelsea FC      |        |
| 8  | Iker Casillas     | Real Madrid     |        |
| 9  | Radamel Falcao    | Atlético Madrid |        |
| 10 | Mesut Özil        | Real Madrid     |        |